# Camponotus renggeri
Camponotus renggeri är en myrart som beskrevs av Carlo Emery 1894. Camponotus renggeri ingår i släktet hästmyror, och familjen myror. Inga underarter finns listade.

## Bildgalleri

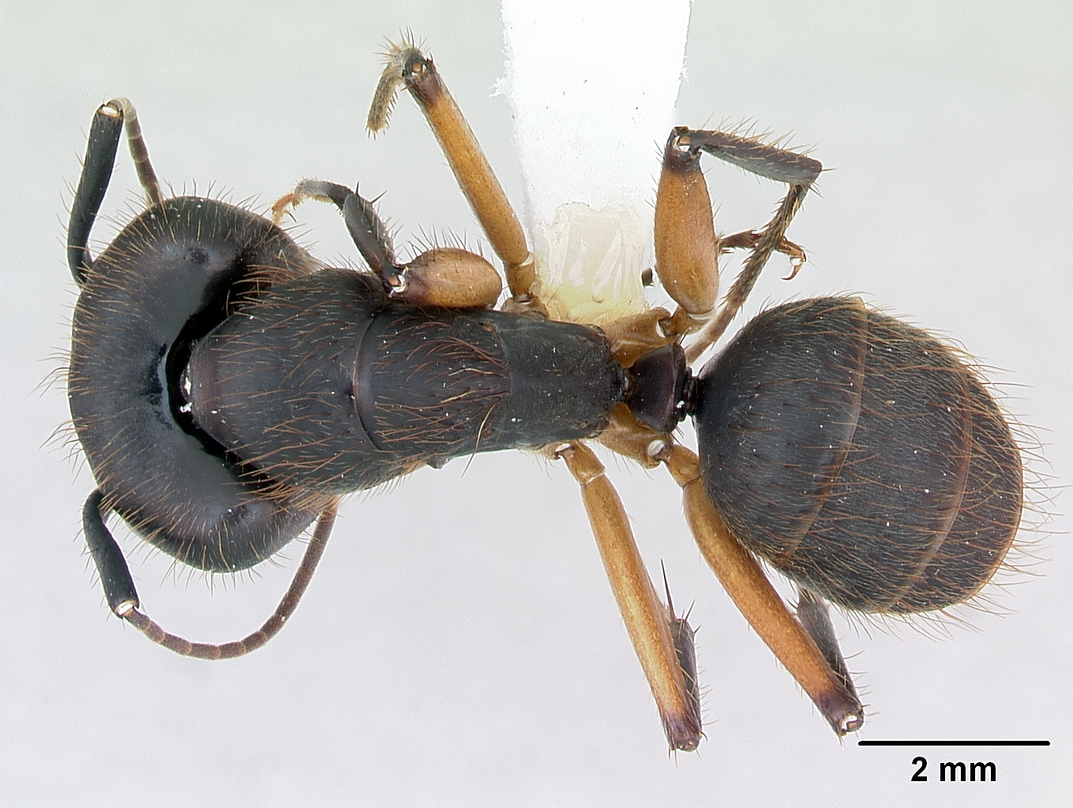
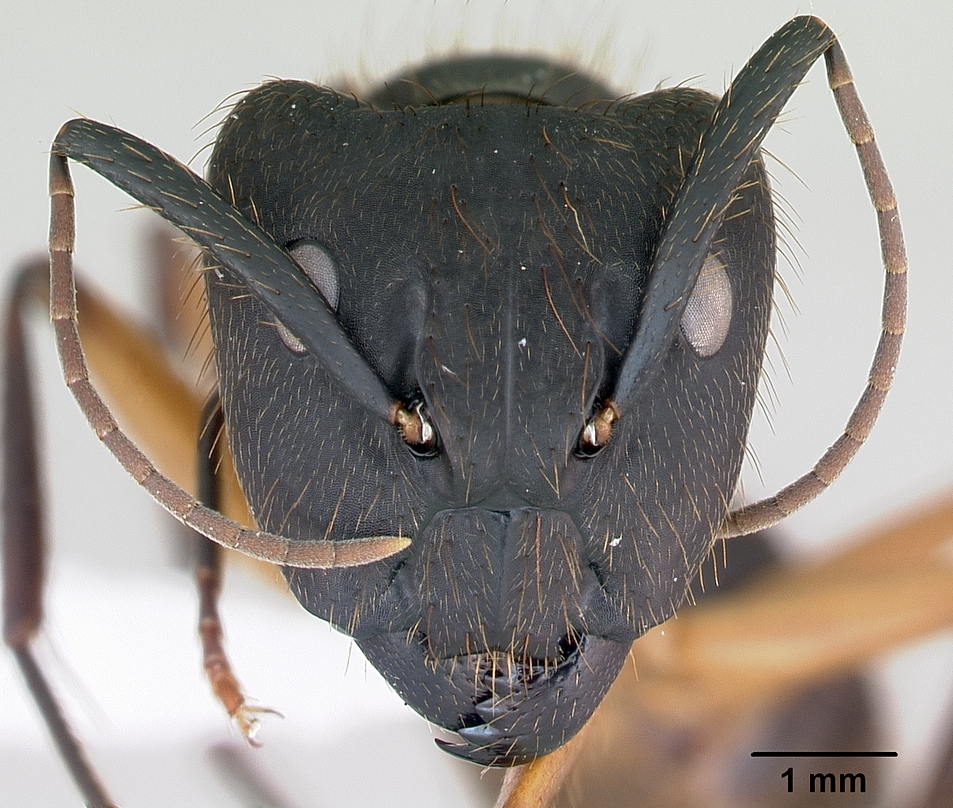
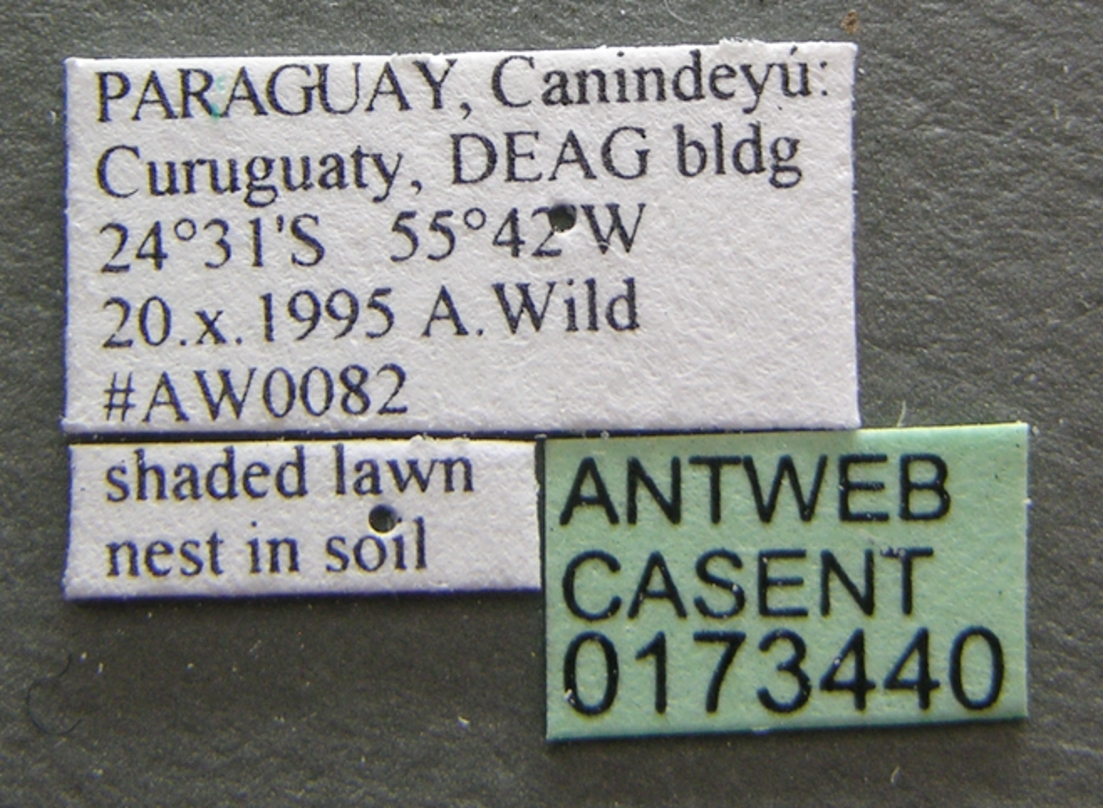
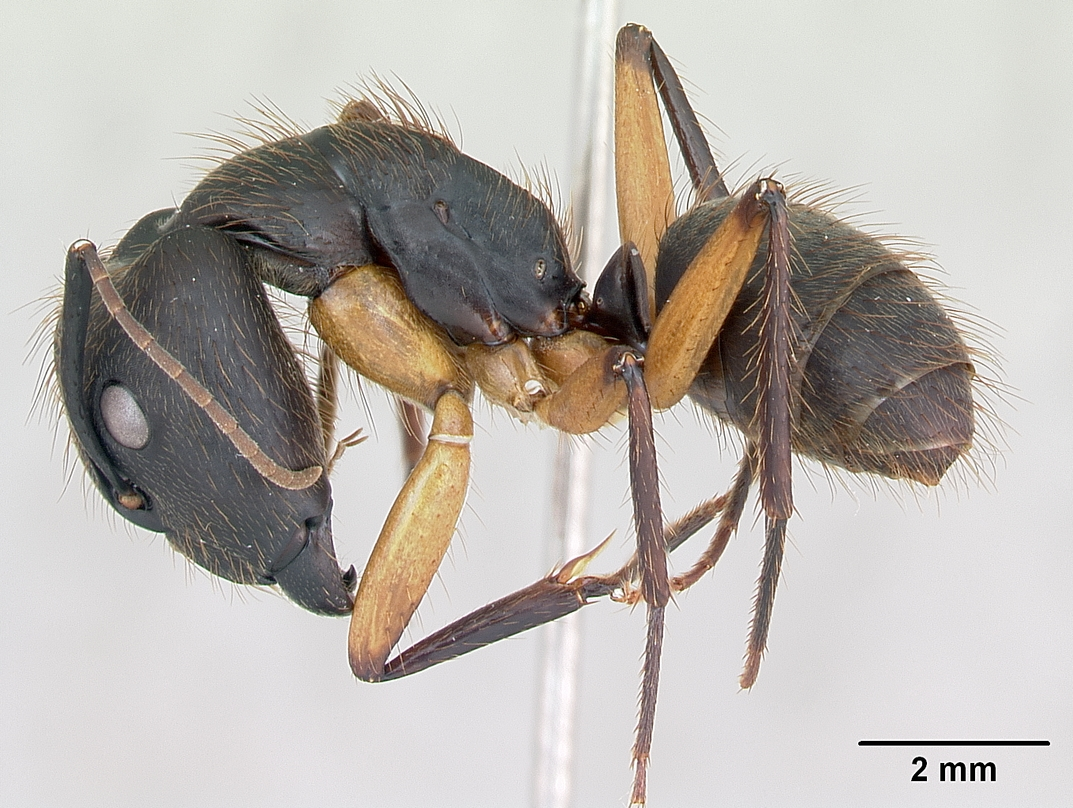
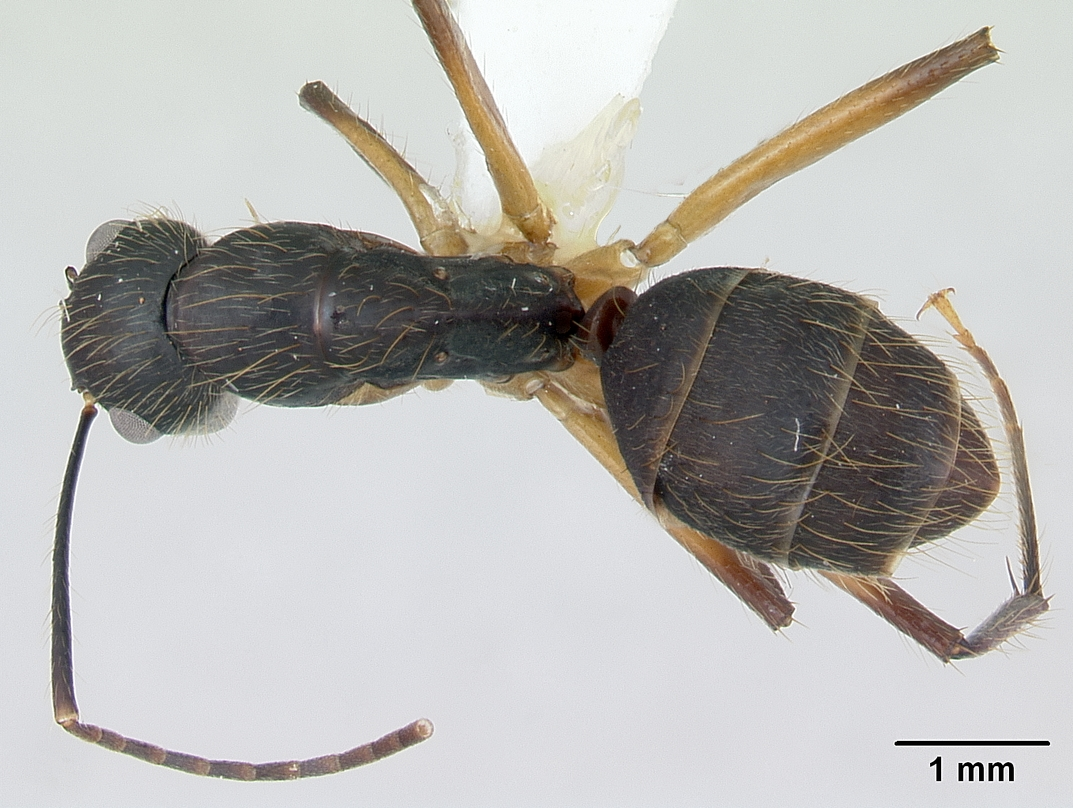
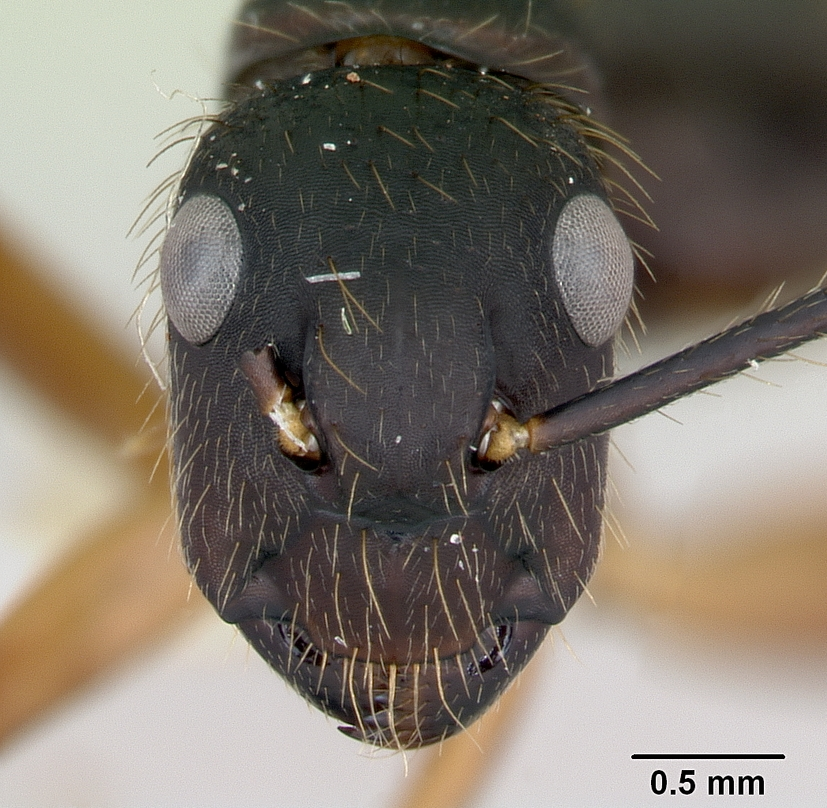